# Motorsport i Storbritannien
Storbritannien är ett av motorsportens nav, med hemvist för en rad formel 1-team, samt två nationella organisationer som arrangerar tävlingar, och arrangemang av MotoGP, Rally-VM med flera.

## Verksamhet

### Storbritanniens Grand Prix
Storbritannien har arrangerat Grand Prix-tävlingar sedan 1930-talet, och kör numera på Silverstone Circuit varje år i juli. Även Aintree och Brands Hatch har arrangerat Storbritanniens Grand Prix, och till säsongen 2010 hade Donington Park avtal om att ta över arrangemanget, men kunde inte hitta pengar till ombyggnationen av banan.

### Formel 1

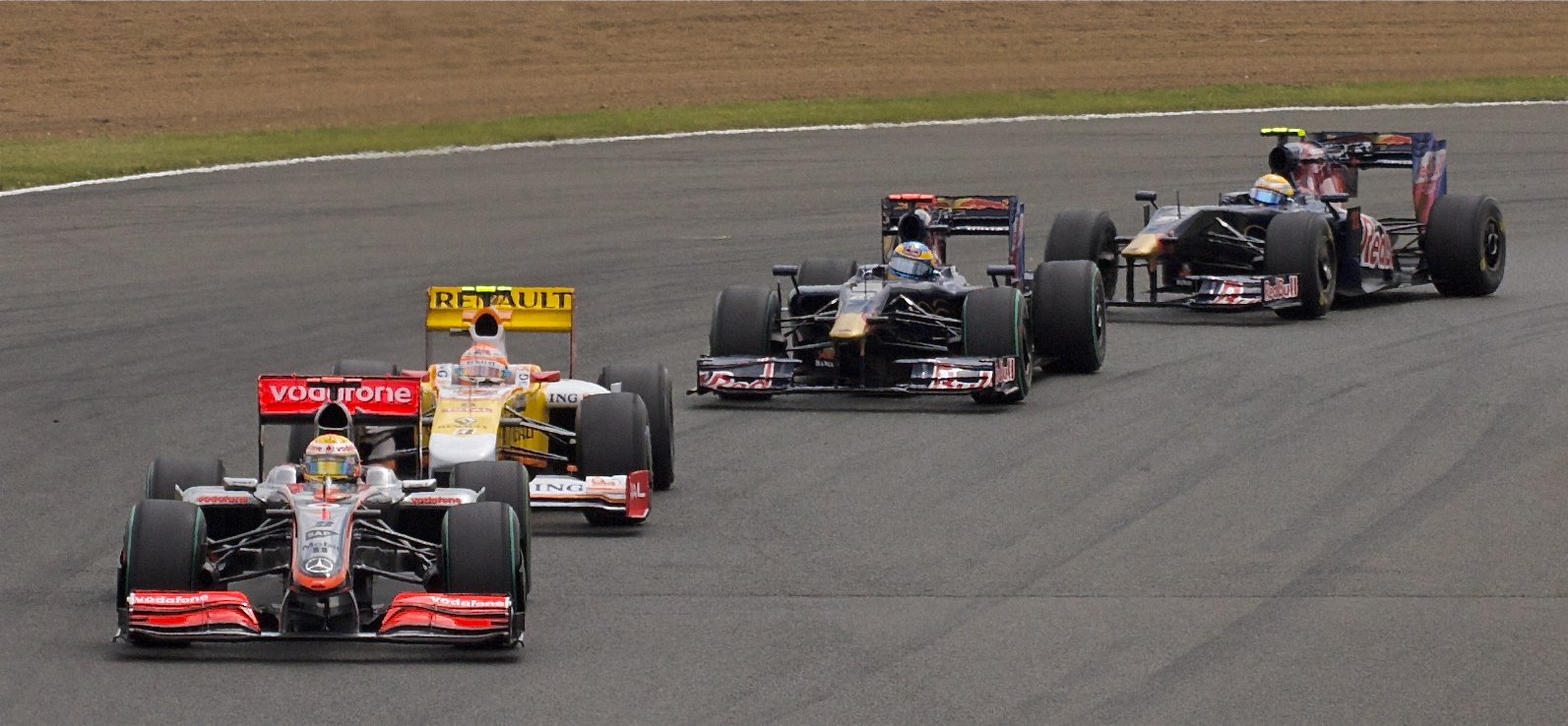
Storbritanniens Grand Prix i Formel 1 på Silverstone Circuit 2009.

Det stora flertalet av alla stall som deltar i formel 1 är baserade i Storbritannien i ett litet område väster och norr om huvudstaden London. Brittisk innovation har varit vital för att forma motorsportens framväxt från 1960-talet och framåt, bland annat Colin Chapmans Lotusbilar med extremt marktryck, samt John Barnards kompositchassin i McLaren. Barnard var även pionjär för växelpaddlar som han införde sedan han flyttat till Scuderia Ferrari i Italien.
Flera av formel 1:s största förare genom åren har varit brittiska. Mike Hawthorn blev den första brittiska världsmästaren 1958, efter att ha besegrat den mer kände Stirling Moss med en poäng. Moss var dock ledaren i en helbrittisk föraruppställning som tog Vanwalls titel i konstruktörs-VM. Den som oftast nämns som Storbritanniens största förare i diverse omröstningar är skotten Jim Clark, som vann VM 1963 samt 1965. Clarks talang var dock värd mer titlar än så, men han omkom i en formel 2-bil 1968. Han kom att vinna Indianapolis 500 1965, samt Tasman Series flera gånger. Graham Hill var den näst bäste föraren i världen under mitten av 1960-talet, och lyckades även han vinna VM vid två tillfällen, samt Indianapolis 500, men hans resultat blev sedan allt sämre, och hans rykte har aldrig varit lika stort som Clarks. Hill omkom i en flygolycka 1975. John Surtees byggde vidare på sitt rykte från roadracing och vann formel 1-VM 1964, vilket tillsammans med Jackie Stewarts VM-titel 1969 gjorde att brittiska förare tog hem sex av tio VM-titlar under 1960-talet. Stewart vann även titeln 1971 och 1973 med Tyrrell, men därefter följde en mindre lyckad period för brittiska förare, med bara James Hunts knappa titel 1976 som undantag. Å andra sidan kom Williams och McLaren att dominera sporten på 1980 och 1990-talen, och såväl Nigel Mansell som Damon Hill vann titlar med Williams. Under 2000-talet tappade de brittiska teamen greppet till Ferrari och Michael Schumacher, men efter att Schumacher tillfälligt slutat kunde Lewis Hamilton 2008 bli den andra brittiske föraren att vinna VM för McLaren. Dessutom vann Jenson Button VM-titeln 2009 för det tillfälliga stallet Brawn GP.

### Roadracing
Under 1950 och 1960-talet dominerade brittiska förare 500cc-klassen i VM, med Geoff Duke, John Surtees och Mike Hailwood som mästerskapsvinnare vid mängder av mästerskapstitlar. Storbritannien arrangerade två deltävlingar i VM vid tillfället, vilken var Isle of Man TT och Ulster TT på Dundrod. I takt med att fler och fler banor blev permanenta, flyttades det brittiska Grand Prix-loppet till Silverstone, som höll i tävlingen från 1970-talet till 1986. Phil Read och Barry Sheene tog två var VM-titlar i 500cc under 1970-talet, men efter att Sheene slutade har ingen brittisk förare vunnit något Grand Prix i 500cc och efterföljande MotoGP.
Brittiska förare har haft större framgångar i Superbike och Supersport-VM. Carl Fogarty är historiens mest framgångsrika Superbikeförare, efter att ha vunnit VM 1994, 1995, 1998 och 1999. Vid den tiden var Superbike i stort set lika populärt som Grand Prix, tack vare de fans som Fogarty drog till sporten. Under 2000-talets första decennium tog även Neil Hodgson och James Toseland VM-titlar i serien. 
Storbritannien arrangerar även världens mest populära inhemska mästerskap i roadracing, i form av Brittiska Superbike. Många av Storbritanniens stjärnor i Superbike kommer därifrån, och även utländska förare deltar i serien tack vare dess rykte utanför de brittiska öarna.

### Standardvagnsracing

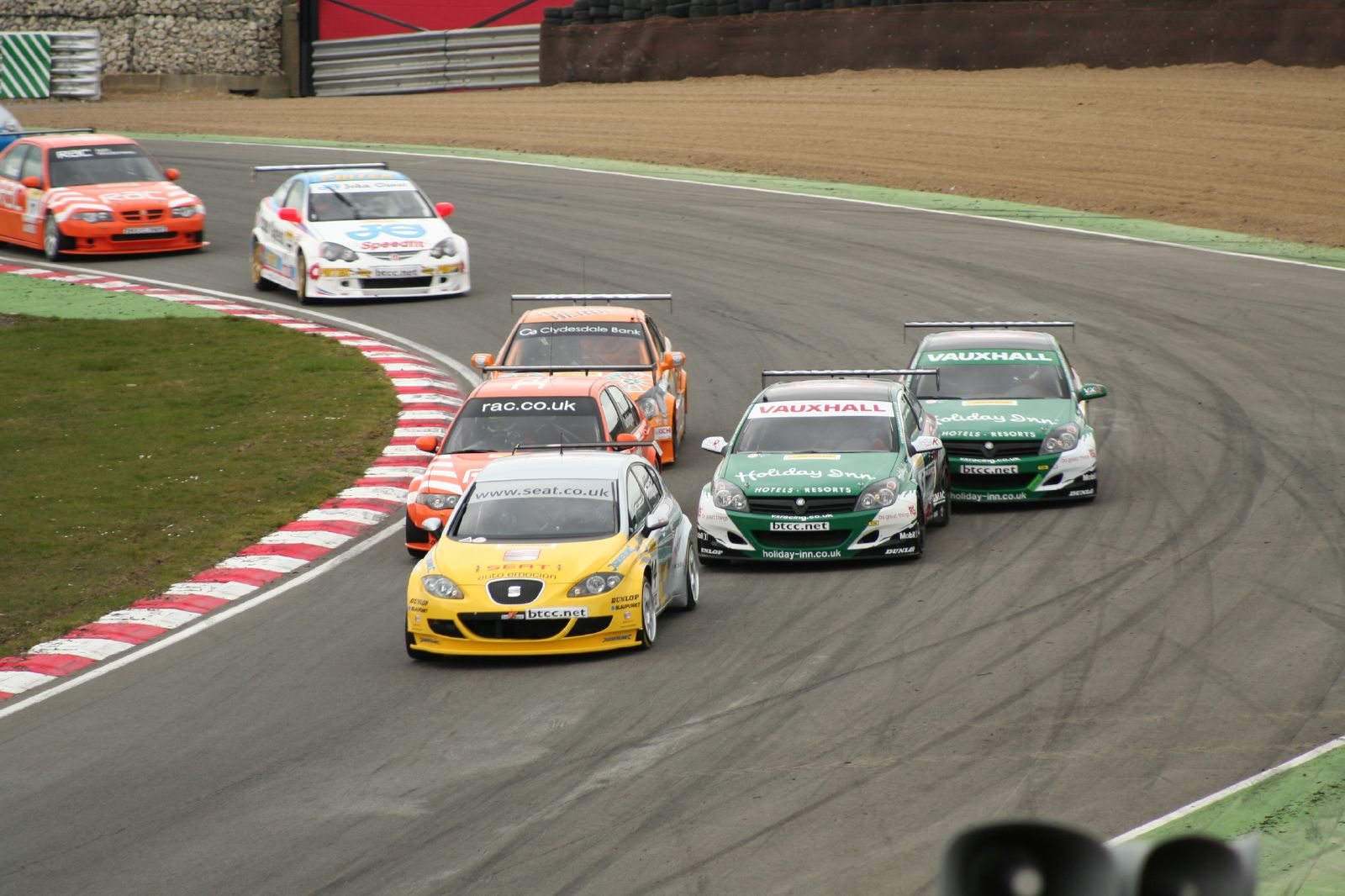
BTCC på Brands Hatch Indy 2006.

Sedan 1959 har TOCA arrangerat British Touring Car Championship, kallat BTCC. Serien hade en låg medial profil fram till 1990-talets början, då bristen på ett världsmästerskap gjorde att mängder av bilfabrikanter förflyttade sitt touring car-program till Storbritannien. Många internationellt kända förare tävlade i serien under 1990-talet, och mängder av utländska biltillverkare betalade förare bra löner för att köra i den nationella serien. Efter att kostnaderna accelererat drog sig tillverkare efter tillverkare ur och i och med att internationella mästerskap startades blev den brittiska serien kvar med i stort set bara inhemska förare. Serien körs över 10 tävlingsheleger med tre heat i varje, och flera supportklasser deltar, bland annat formel Renault och Porsche Carrera Cup Great Britain, samt ett par cuper med Ginetta och Renaultbilar.

### F3/GT

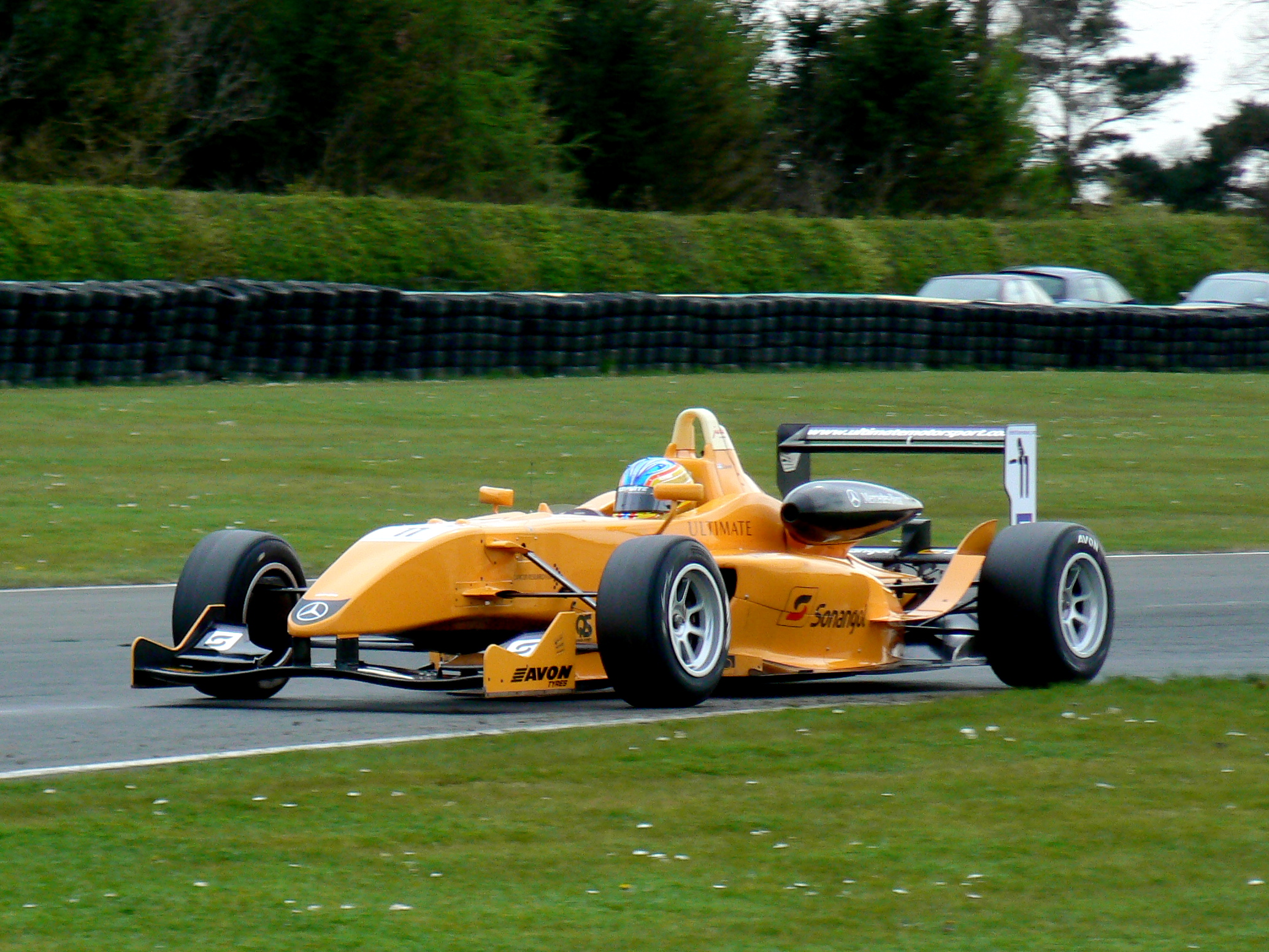
Esteban Guerrieri i brittiska formel 3 på Croft 2008.

Stéphane Ratel Organisation arrangerar ett nationellt mästerskap för GT3 och GT4-bilar tillsammans med ett brittiskt mästerskap i formel 3. Dessutom ingår formel Ford och diverse andra supportklasser på programmet. Det brittiska F3-mästerskapet har arrangerats sedan 1950-talet, men har under 2000-talet sökt sig utomlands, och numera hålls bara drygt hälften av tävlingarna på brittisk mark. Målsättningen är att utbilda förare på formel 1-banor, och därför har flera av de mindre kända banorna som GT-mästerskapet kör på skippats av formel 3. Flera av F1-världsmästarna har fått sin utbildning i serien, som rankas som en av världens tre bästa serier i kategorin.

### Formel Ford
Storbritannien är hemlandet för formel Ford-klassen, och arrangerar dess två största tävlingar, samt det klart största mästerskapet. Efter att ha kört tillsammans med GT och F3 under säsongen så tävlar mängder av förare, samt inhoppare i Formula Ford Festival på Brands Hatch i oktober, och sedan tävlar formel Ford-bilarna med mindre motorer på Silverstone i Walter Hayes Trophy ett par veckor senare. Bland vinnarna av Formula Ford Festival märks Jenson Button och Mark Webber.

### Klubbracing
Inget europeiskt land har en så stor omfattning av racing på klubbnivå som Storbritannien. Det finns flera förbund som sanktionerar tävlingar, bland annat Classic Sports Car Club. Klubbarna hyr in sig på banorna och arrangerar tävlingar med stor mångfald av deltagande klasser, med hundratals förare aktiva. Den allra mest kända serien på klubbnivå är Britcar, som arrangerar landets största 24-timmarstävling årligen på Silverstone i september. Racet går under namnet Britcar 24-timmars och deltagarna kan köra allt ifrån GT3-bilar till rena produktionsbilar. Supportklasserna till BTCC och F3/GT räknas till klubbracingen, men där deltar för det mesta professionella förare.

### Sportvagnsracing
Storbritannien har inget nationellt mästerskap för prototyper, utan enbart GT-mästerskapet. Dock arrangerar Silverstone AUTOSPORT 1000 km i september, vilken ingår i Le Mans Series. Silverstone är även värd för TT-tävlingen i början av säsongen, som ingår i GT1-VM. Brittiska Jaguar vann Le Mans 24-timmars ett flertal gånger efter andra världskriget, och kom sedan tillbaka och vann 1988 och 1990. Många brittiska förare har haft stora framgångar i Le Mans, med Derek Bells sex vinster som flest.

### Historisk racing
Det finns inget land i världen som har en så stor fascination och popularitet för uppvisningar och tävlingar med äldre racerbilar som Storbritannien. Landet arrangerar tre av de allra största evenemangen. Goodwood Circuits verksamhet bygger helt på Goodwood Festival of Speed samt Goodwood Revival. Festival of Speed handlar om att bilar paradkörs uppför en backe och visas upp för den betalande publiken. I Revival tävlas man däremot med minst halvsekelgamla bilar på en bana som inte har ändrats sedan den tiden. Det leder till spännande racing i höga farter, och är ett bejublat evenemang. Även Silverstone arrangerar en tävling för klassiska bilar, men Silverstone Classic är även öppen för mer moderna bilar.

### Rally

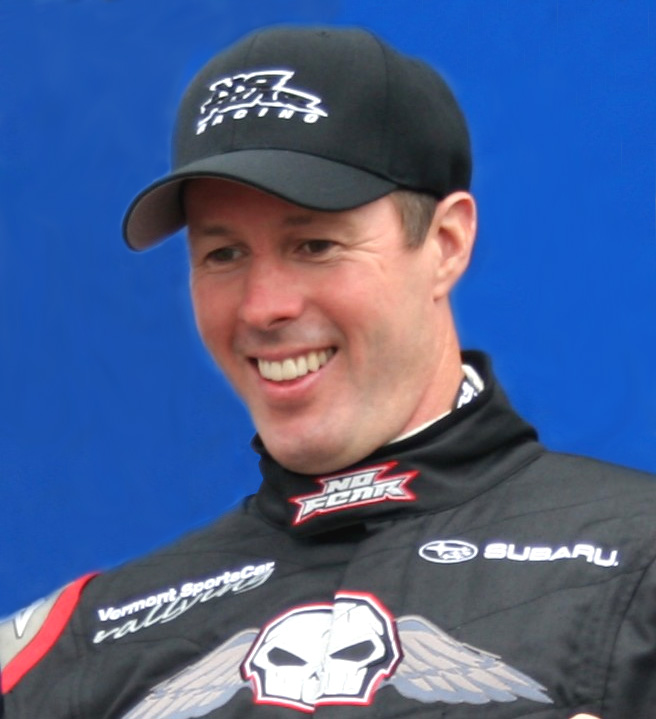
Colin McRae, en månad före sin tragiska död i en helikopterolycka 2007.

Storbritannien är även en av världens största nationer när det handlar om rally. Rally hette RAC-rallyt mellan 1932 och 1997, innan det så småningom bytte namn till Rally GB, och har körts i varierande delar av landet. Tävlingen hålls sent på hösten, oftast i november, vilket har lett till leriga vägar med mycket regn involverat. Från 1960 och framåt dominerades tävlingen av svenska och finska förare efter att Erik Carlsson vunnit tre år i rad 1960-1962. Under en gyllene era för brittisk rally kunde Colin McRae och Richard Burns ta flera segrar, och bägge säkrade sina respektive VM-titlar på hemmaplan. McRaes titel kom efter en oerhört jämn fight mot Carlos Sainz 1995, medan Burns bevakade en tredjeplats 2001. Bägge avled under 2000-talets första decennium och ingen förare har fått samma stjärnglans. McRae är allmänt känd som den mest kända rallyföraren genom alla tider, efter att ha lanserat datorspelet Colin McRae Rally under sin aktiva karriär.

## Banor (urval)

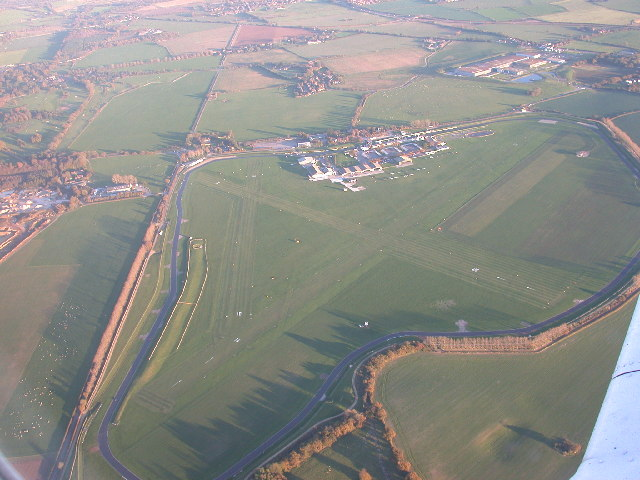
På Goodwood Circuit hålls varje år Goodwood Revival.

- Anglesey Circuit
- Brands Hatch
- Cadwell Park
- Castle Combe
- Croft Circuit
- Donington Park
- Goodwood Circuit
- Mallory Park
- Oulton Park
- Pembrey Circuit
- Rockingham Motor Speedway
- Silverstone Circuit
- Snetterton Circuit
- Thruxton Circuit